# Erich Metzger
Paul Erich Metzger (* 12. Juni 1892 in Jeßnitz (Anhalt); † 19. Dezember 1940 in Berlin) war ein konservativer deutscher Journalist im Deutschen Reich. Er schrieb für rechtsorientierte Berliner Zeitungen wie Deutsche Tageszeitung, Neue Preußische (Kreuz-) Zeitung, Deutsche Allgemeine Zeitung und Berliner Lokal-Anzeiger, dessen Chefredakteur er 1933–37 war. Er zeichnete seine Artikel meist mit „E. M.“

## Leben
Erich Metzger wurde im damaligen deutschen Kleinstaat Herzogtum Anhalt in der Kleinstadt Jeßnitz (Kreis Dessau) geboren. Sein Vater war Otto Metzger, seine Mutter Klara Metzger geborene Stephan. Seine Todesurkunde nennt ihn gottgläubig. Das Dokument bezeichnet seinen Beruf als Syndikus, was auf ein abgeschlossenes Studium der Rechtswissenschaften hinweist. Metzger war nicht verheiratet.
Erich Metzger lebte überwiegend in den westlichen Stadtbezirken Berlins. Nachweisbar sind Adressen für 1928/29 in Berlin-Lichterfelde in der Hortensienstraße 56, 1931 in Berlin–Grunewald in der Teplitzer Straße Block 1a, 1932–34 in Berlin–Wilmersdorf in der Mossestraße 19, 1935 in Wilmersdorf in der Nassauischen Straße 53, 1936–40 in Wilmersdorf in der Trautenaustraße 8, wo er starb.
Metzger war bereits 1920 politischer Redakteur der deutschnationalen Deutschen Tageszeitung (DTZ, gegründet 1894). Er erlebte als Journalist den Kapp-Putsch im März 1920 mit. Die Zeitung stand im Kaiserreich der Deutschkonservativen Partei, nach 1918 der Deutschnationalen Volkspartei (DNVP) und dem Bund der Landwirte (BdL, „Agrarier“) nahe. Um 1927 hatte dieses rechtskonservativ–antirepublikanische Blatt, der älteren und traditionsreicheren Neuen Preußischen (Kreuz) Zeitung vergleichbar, für die Metzger ebenfalls schrieb, eine Druckauflage von rund 30.000 Exemplaren.
Im April 1927 wurde Metzger als presserechtlich Verantwortlicher der Deutschen Tageszeitung wegen Beleidigung des preußischen Ministerpräsidenten Otto Braun (SPD) zu einer Geldstrafe verurteilt. Ein Artikel griff Braun wegen Maßnahmen im Flaggenstreit mit Berliner Hotels um die Beflaggung (schwarz-weiß-rot oder schwarz-rot-gold) an. Die Zeitung warf ihm Aufforderung zum Verfassungsbruch vor. Das Schöffengericht Berlin–Mitte verurteilt Metzger zu 1.000 Reichsmark Geldstrafe, und er musste die Verfahrenskosten tragen.
Metzger schrieb nicht nur politische Leitartikel, sondern auch im Feuilleton. Er war Theaterkritiker für DTZ und Kreuzzeitung. Er schrieb feindselig und polemisch gegen Werke der Avantgarde, des Experimentaltheaters, des Expressionismus und der Neuen Sachlichkeit. Entsprechend einseitig negativ fiel eine Metzger-Rezension aus, nachdem er 1927 bei Erwin Piscators Inszenierung von Ernst Tollers Geschichtsrevue Hoppla, wir leben! an der neuen Piscator-Bühne im Berliner Theater am Nollendorfplatz Premierenzuschauer war. Dieses Regiestück gilt theaterhistorisch als Meilenstein. Metzgers Kritik hingegen wird als Gegenbeispiel von Theaterhistorikern häufig zitiert, um darzulegen, auf welche Widerstände die damalige Moderne in der Öffentlichkeit der Weimarer Republik traf.
1928 engagierte sich Metzger aus ungeklärter Motivation gemeinsam mit seinem DTZ-Redaktionskollegen Wilhelm Scheuermann für die Tageszeitung Gubener Tageblatt, die 1806 gegründete und damit älteste Zeitung der Niederlausitz, die seit 1876 als Tageszeitung erschien. Im September 1929 gründeten Metzger und Scheuermann die Verlagsgesellschaft Niederlausitz mbH, Sitz Guben, mit jeweils 15.000 Reichsmark Gesellschaftsanteil. Sie brachten in die GmbH ihre handelsgerichtlich nicht eingetragene Firma Gubener Tageblatt Verlagsgesellschaft, die Druckerei und Verlag des Gubener Tageblatts betrieb, in die neue GmbH mit 45.000 Reichsmark Stammkapital ein. Die GmbH übernahm damit den gesamten Zeitungsbetrieb. Als Geschäftsführer beriefen sie Generalmajor a. D. Karl Schmidt-Klewitz aus Berlin-Friedenau. Das Gründungsmotiv ist nicht klar, zumal eine operative Tätigkeit von Metzger, Scheuermann und Schmidt-Klewitz wohl kaum beabsichtigt war. Vermutlich stellten sie sich als Strohmänner zur Verfügung – ob als privater Freundschaftsdienst oder für geschäftliche Interessen.
Im Juli 1930 beriefen die Gesellschafter Schmidt-Klewitz als Geschäftsführer ab und beriefen zwei Nachfolger, den Gubener Journalisten Hans Krieger (vermutlich Alleinredakteur und Drucker des Blattes) und den Gubener Kaufmann Oskar Lachmann. Offenbar geriet die Verlagsgesellschaft Niederlausitz in einen Streit mit dem früheren Verlag Gubener Tageblatt GmbH, weil Ko-Geschäftsführer Krieger weiterhin die alten Satz-, Stereotypie- und Druckmaschinen des Gubener Tageblatts nutzte. Die Gubener Tageblatt GmbH (in Liquidation) ließ die Maschinen bei der Verlagsgesellschaft Niederlausitz durch den Gerichtsvollzieher pfänden und verklagte Krieger im Februar 1933. Lachmann war jüdischer Herkunft. Im Zuge der Hinausdrängung jüdischer Journalisten und Verleger schied er 1934 als Geschäftsführer aus. In einem Verzeichnis von 1934 listete Erich Unger, der Pressewart und Schulungsleiter im NSDAP-Gau Groß-Berlin war, die zum 1. Januar 1934 bestehenden NSDAP-Parteizeitungen auf. Als Nr. 2645 führte er das Gubener Tageblatt (Adresse Uferstr. 4). Das war ein noch relativ früher Zeitpunkt der nationalsozialistischen Politik der Konzentration und Ausdünnung der Presselandschaft. Scheuermanns Geschäftspartner Metzger war zu diesem Zeitpunkt bereits Hauptschriftleiter (Chefredakteur) des Berliner Lokal-Anzeigers geworden, dürfte also keinerlei berufliches oder wirtschaftliches Interesse gehabt haben. Die Übernahme dieser kleinen Provinzzeitung durch einen NSDAP-Verlag dürfte sehr einfach und geräuschlos vor sich gegangen sein. Das Ziel war vermutlich von vornherein, die Kleinzeitung vom Markt zu nehmen, um die größere NSDAP-Gauzeitung zu stärken. Das Gubener Tageblatt erschien letztmalig am 30. April 1936.
Anfang der 1930er Jahre war Metzger Ressortleiter Innenpolitik bei der im konservativen Lager wichtigen, angesehenen Deutschen Allgemeinen Zeitung und damit einer der Stellvertreter von Chefredakteur Wilhelm Ackermann.
Mit dem Regierungsantritt der Nationalsozialisten 1933 veränderte sich die Zeitungslandschaft rasch. Nicht nur bei linken und liberalen, auch bei deutschnationalen Zeitungen wurde das Personal ausgetauscht. Verleger Alfred Hugenberg, der DNVP-Chef und Minister im ersten Hitler-Reichskabinetts war, wechselte die Spitze seiner größten Zeitung Berliner Lokal-Anzeiger aus. Er entließ die Chefredakteure Adolf Lange und Samuel Breslauer (der jüdischer Herkunft war) in den Ruhestand. Dies war ein scharfer Einschnitt, der in der deutschnationalen Presseszene genau beobachtet wurde. Beide waren nach ihrem Jurastudium direkt zum Lokal-Anzeiger gekommen, beide waren 30 Jahre lang dort. Lange seit Oktober 1922 Chefredakteur, Breslauer immer sein Politikchef sowie in den letzten Jahren Mitglied der Chefredaktion. Beide waren überdies langjährige Funktionäre in Presseverbänden. Der Führungswechsel war zugleich ein politischer und ein Generationswechsel. Davon profitierte Metzger, der 1933 als alleiniger Chefredakteur – formal neue Bezeichnung: Hauptschriftleiter – berufen wurde. Das Flaggschiff des Verlags August Scherl, der zum Hugenberg-Konzern gehörte, hatte 1934 eine Gesamtauflage von 170.000 Exemplaren, war also weit größer als Metzgers früheres Blatt DTZ.Metzgers Stellvertreter war anfangs Hans W. Fell.
Metzger wurde 1937 entlassen. Sein Nachfolger wurde Walter Nieselt. Es ist unklar, warum Metzger entlassen wurde. Informationen aus Branchenzeitschriften liegen nicht vor und wurden vermutlich von den Nationalsozialisten unterdrückt. Metzgers persönlicher Freund, der deutsch-jüdische Journalist Richard May, notierte in seinen Memoiren (1963), Metzger habe die Stelle durch ein „seltenes Missgeschick“ verloren, wobei diese Panne oder beabsichtigte Sabotage nicht auf Metzgers persönliches Verschulden zurückging. May zufolge gab der Lokal-Anzeiger eine Rede des Hitler-Stellvertreters Rudolf Heß falsch wieder. Statt Heß’ Phrase, der Nationalsozialismus sei „die größte Freiheitsbewegung der Weltgeschichte“, habe die Zeitung gedruckt: „die größte Freiheitsberaubung der Weltgeschichte“. Propagandaminister Joseph Goebbels wollte laut May „eine ganze Anzahl von Setzern und Korrektoren in ein Konzentrationslager schicken; was Heß verhinderte, da sonst die Nummer im In- und Ausland Raritätswert bekommen würde. Ein Opfer aber musste fallen. Es war Metzger, dessen aufrechte Haltung ihm schon lange missfallen hatte.“
May zufolge vermittelten gute Freunde Metzger eine (nicht näher beschriebene) Stelle in der „Privatindustrie“. Seine Sterbeurkunde nennt ihn Syndikus. Er war also wahrscheinlich für einen Unternehmens- oder Berufsverband tätig. Möglicherweise gibt es einen Zusammenhang zu einem Buch, das Metzger 1938 veröffentlichte: Er schrieb eine Biografie über den Erfinder der Lithografie (Steindruckkunst), Alois Senefelder (1771–1834), einen der Pioniere der Buch- und Textildruckverfahren für Bilder, Grafiken, Landkarten und Noten.
Über seine letzten Lebensjahre ist nichts bekannt. Er starb mit nur 48 Jahren in seiner Wohnung Trautenaustraße 8 in Berlin-Wilmersdorf. Die Todesursache war laut Urkunde eine Verkalkung der Kranzschlagadern und Herzinfarkt.

## Schriften
Weltruhm aus bayerischen Steinplatten. In Deutschlands Namen, Schriftenreihe (Hg. Wilhelm Ihde) Heft 4, Verlag Lübe & Co, Leipzig 1938